# Eleições legislativas na Itália em 1958
As eleições legislativas na Itália em 1958 foram realizadas a 25 de Maio e, serviram para eleger os 596 membros da Câmara dos Deputados e os 246 membros do Senado.
Os resultados deram nova vitória à Democracia Cristã, conquistando 42,4% dos votos e 273 deputados, um aumento de 2,4% dos votos e 10 deputados em relação a 1953.
O Partido Comunista Italiano estagnou nos 22,70% dos votos, um aumento de, apenas, 0,1% em relação a 1953.
Após as eleições, a Democracia Cristã continuou a governar, através do apoio dos liberais, republicanos e social-democratas, além, da abstenção do Movimento Social Italiano.
Em 1960, quando, apenas, o Movimento Social Italiano apoiava o governo democrata-cristão, uma grave crise política ocorreu, com muitos italianos revoltados com o envolvimento de um partido de extrema-direita na governação do país.
A crise foi resolvida com um novo governo, em que a Democracia Cristã, pela primeira vez, governava com o apoio do Partido Socialista Italiano.

## Resultados Oficiais

### Câmara dos Deputados
| Partido                 | Partido                                        | Votos      | %               | +/-   | Deputados | +/-     |
| ----------------------- | ---------------------------------------------- | ---------- | --------------- | ----- | --------- | ------- |
|                         | Democracia Cristã                              | 12 520 207 | 42,35 / 100,00  | 2,25  | 273 / 596 | 10      |
|                         | Partido Comunista Italiano                     | 6 704 454  | 22,68 / 100,00  | 0,08  | 140 / 596 | 3       |
|                         | Partido Socialista Italiano                    | 4 206 726  | 14,23 / 100,00  | 1,53  | 84 / 596  | 9       |
|                         | Movimento Social Italiano                      | 1 407 718  | 4,76 / 100,00   | 1,08  | 24 / 596  | 5       |
|                         | Partido Socialista Democrático Italiano        | 1 345 447  | 4,55 / 100,00   | 0,04  | 22 / 596  | 3       |
|                         | Partido Liberal Italiano                       | 1 047 081  | 3,54 / 100,00   | 0,53  | 17 / 596  | 4       |
|                         | Partido Popular Monárquico                     | 776 919    | 2,63 / 100,00   | Novo  | 14 / 596  | Novo    |
|                         | Partido Nacional Monárquico                    | 659 997    | 2,23 / 100,00   | 4,62  | 11 / 596  | 29      |
|                         | Partido Republicano Italiano - Partido Radical | 405 782    | 1,37 / 100,00   | 0,25  | 6 / 596   | 1       |
|                         | Movimento Comunidade                           | 173 227    | 0,59 / 100,00   | Novo  | 1 / 596   | Novo    |
|                         | Partido Popular Sul Tirolês                    | 135 491    | 0,46 / 100,00   | 0,01  | 3 / 596   | Estável |
|                         | União Valdostana                               | 30 596     | 0,10 / 100,00   | Novo  | 1 / 596   | Novo    |
|                         | Outros                                         | 146 624    | 0,50 / 100,00   |       | 0 / 596   |         |
| Votos Inválidos         | Votos Inválidos                                | 874 412    | 2,87 / 100,00   | 1,77  |           |         |
| Total                   | Total                                          | 30 434 681 | 100,00 / 100,00 |       | 596 / 596 | 6       |
| Eleitorado/Participação | Eleitorado/Participação                        | 32 434 852 | 93,83 / 100,00  | 0,01  |           |         |
| Fonte                   | Fonte                                          | [ 2 ]      | [ 2 ]           | [ 2 ] | [ 2 ]     | [ 2 ]   |

### Senado
| Partido                 | Partido                                        | Votos      | %               | +/-   | Senadores | +/-     |
| ----------------------- | ---------------------------------------------- | ---------- | --------------- | ----- | --------- | ------- |
|                         | Democracia Cristã                              | 10 780 954 | 41,23 / 100,00  | 1,47  | 123 / 246 | 12      |
|                         | Partido Comunista Italiano                     | 5 700 952  | 21,80 / 100,00  | 1,59  | 59 / 246  | 7       |
|                         | Partido Socialista Italiano                    | 3 682 945  | 14,08 / 100,00  | 2,18  | 35 / 246  | 9       |
|                         | Partido Socialista Democrático Italiano        | 1 164 280  | 4,45 / 100,00   | 0,14  | 5 / 246   | 1       |
|                         | Movimento Social Italiano                      | 1 150 051  | 4,40 / 100,00   | 1,67  | 8 / 246   | 1       |
|                         | Partido Liberal Italiano                       | 1 012 610  | 3,87 / 100,00   | 1,01  | 4 / 246   | 1       |
|                         | Partido Popular Monárquico                     | 774 242    | 2,96 / 100,00   | Novo  | 5 / 246   | Novo    |
|                         | Partido Nacional Monárquico                    | 565 045    | 2,16 / 100,00   | 4,35  | 2 / 246   | 12      |
|                         | Partido Republicano Italiano - Partido Radical | 363 462    | 1,39 / 100,00   | 0,31  | 0 / 246   | Estável |
|                         | MSI-PNM                                        | 291 359    | 1,11 / 100,00   | Novo  | 0 / 246   | Novo    |
|                         | PCI-PSI                                        | 185 557    | 0,71 / 100,00   | Novo  | 2 / 246   | Novo    |
|                         | Partido Popular Sul Tirolês                    | 120 068    | 0,46 / 100,00   | 0,02  | 2 / 246   | Estável |
|                         | Pela Autonomia do Vale de Aosta                | 28 141     | 0,11 / 100,00   | Novo  | 1 / 246   | Novo    |
|                         | Outros                                         | 317 850    | 1,26 / 100,00   |       | 0 / 246   |         |
| Votos Inválidos         | Votos Inválidos                                | 1 275 841  | 4,65 / 100,00   | 0,04  |           |         |
| Total                   | Total                                          | 27 425 843 | 100,00 / 100,00 |       | 246 / 246 | 9       |
| Eleitorado/Participação | Eleitorado/Participação                        | 29 183 501 | 93,98 / 100,00  | 0,20  |           |         |
| Fonte                   | Fonte                                          | [ 3 ]      | [ 3 ]           | [ 3 ] | [ 3 ]     | [ 3 ]   |

## Resultados por Distrito Eleitoral

### Câmara dos Deputados
| Distrito Eleitoral | %    | D   | %    | D   | %    | D   | %    | D   | %    | D    | %   | D   | %    | D   | %   | D   | %   | D   | %   | D   | %    | D   | %    | D  | D   | Votantes   |
| Distrito Eleitoral | DC   | DC  | PCI  | PCI | PSI  | PSI | MSI  | MSI | PSDI | PSDI | PLI | PLI | PPM  | PPM | PNM | PNM | PRI | PRI | COM | COM | SVP  | SVP | UV   | UV | D   | Votantes   |
| ------------------ | ---- | --- | ---- | --- | ---- | --- | ---- | --- | ---- | ---- | --- | --- | ---- | --- | --- | --- | --- | --- | --- | --- | ---- | --- | ---- | -- | --- | ---------- |
| Turim              | 37,7 | 11  | 21,1 | 6   | 15,0 | 4   | 2,4  | -   | 7,1  | 2    | 5,1 | 1   | 0,9  | -   | 2,6 | 1   | 0,9 | -   | 4,3 | 1   | -    | -   | -    | -  | 26  | 1 751 002  |
| Cuneo              | 46,4 | 8   | 15,1 | 2   | 13,7 | 2   | 1,4  | -   | 8,4  | 1    | 5,5 | 1   | 1,0  | -   | 2,1 | -   | 1,4 | -   | 2,9 | -   | -    | -   | -    | -  | 14  | 881 252    |
| Génova             | 39,8 | 9   | 24,6 | 5   | 17,2 | 4   | 3,9  | 1   | 6,1  | 1    | 4,1 | 1   | 0,7  | -   | 1,4 | -   | 1,7 | -   | 0,5 | -   | -    | -   | -    | -  | 21  | 1 157 540  |
| Milão              | 37,6 | 15  | 22,8 | 9   | 18,0 | 7   | 3,8  | 1   | 6,8  | 3    | 5,7 | 2   | 1,8  | 1   | 1,8 | 1   | 1,1 | -   | 0,4 | -   | -    | -   | -    | -  | 39  | 2 261 599  |
| Como               | 51,3 | 8   | 11,6 | 2   | 20,3 | 3   | 3,0  | -   | 6,6  | 1    | 3,3 | -   | 0,6  | -   | 2,5 | -   | 0,6 | -   | -   | -   | -    | -   | -    | -  | 14  | 839 353    |
| Bréscia            | 58,6 | 12  | 11,3 | 2   | 15,4 | 3   | 3,2  | -   | 4,9  | 1    | 3,3 | 1   | 0,6  | -   | 1,7 | -   | 0,5 | -   | -   | -   | -    | -   | -    | -  | 19  | 958 770    |
| Mântua             | 41,2 | 5   | 25,2 | 3   | 22,8 | 2   | 2,9  | -   | 3,8  | -    | 2,6 | -   | 0,9  | -   | -   | -   | 0,5 | -   | -   | -   | -    | -   | -    | -  | 10  | 525 156    |
| Trento             | 43,2 | 5   | 5,2  | -   | 8,1  | 1   | 3,7  | -   | 6,4  | 1    | 2,3 | -   | 0,4  | -   | 0,8 | -   | 0,4 | -   | -   | -   | 29,3 | 3   | -    | -  | 10  | 471 718    |
| Verona             | 58,0 | 18  | 12,9 | 4   | 15,4 | 4   | 3,2  | 1   | 4,8  | 1    | 3,5 | 1   | 0,6  | -   | 1,0 | -   | 0,5 | -   | -   | -   | -    | -   | -    | -  | 29  | 1 407 532  |
| Veneza             | 51,2 | 9   | 14,7 | 3   | 17,8 | 3   | 3,2  | -   | 7,2  | 1    | 2,8 | -   | 1,0  | -   | 0,9 | -   | 1,2 | -   | -   | -   | -    | -   | -    | -  | 16  | 816 704    |
| Údine              | 51,4 | 8   | 12,9 | 2   | 15,9 | 2   | 4,6  | 1   | 9,0  | 1    | 2,7 | -   | 0,8  | -   | 1,6 | -   | 0,8 | -   | -   | -   | -    | -   | -    | -  | 14  | 714 761    |
| Bolonha            | 27,7 | 7   | 37,9 | 10  | 15,9 | 4   | 2,8  | 1   | 6,5  | 2    | 3,0 | 1   | 0,4  | -   | 0,4 | -   | 5,5 | 2   | -   | -   | -    | -   | -    | -  | 27  | 1 396 720  |
| Parma              | 34,3 | 7   | 35,1 | 7   | 17,2 | 3   | 2,6  | -   | 6,2  | 1    | 2,9 | 1   | 0,3  | -   | 0,8 | -   | 0,6 | -   | -   | -   | -    | -   | -    | -  | 19  | 1 077 011  |
| Florença           | 34,0 | 5   | 37,1 | 6   | 15,9 | 2   | 3,8  | -   | 4,4  | -    | 2,7 | -   | 0,5  | -   | 0,6 | -   | 1,0 | -   | -   | -   | -    | -   | -    | -  | 13  | 839 122    |
| Pisa               | 39,4 | 6   | 28,9 | 5   | 16,9 | 3   | 4,4  | -   | 3,6  | -    | 1,7 | -   | 0,5  | -   | 1,3 | -   | 3,1 | 1   | 0,3 | -   | -    | -   | -    | -  | 15  | 828 988    |
| Siena              | 30,9 | 3   | 38,7 | 4   | 18,2 | 2   | 3,6  | -   | 3,2  | -    | 2,0 | -   | 0,5  | -   | 0,6 | -   | 2,5 | -   | -   | -   | -    | -   | -    | -  | 9   | 558 250    |
| Ancona             | 43,6 | 8   | 25,7 | 5   | 15,4 | 3   | 4,1  | 1   | 4,3  | 1    | 1,9 | -   | 1,0  | -   | 0,6 | -   | 3,5 | 1   | -   | -   | -    | -   | -    | -  | 19  | 876 116    |
| Perúgia            | 34,3 | 5   | 28,8 | 4   | 20,5 | 3   | 6,8  | 1   | 3,0  | -    | 2,1 | -   | 1,3  | -   | 1,0 | -   | 2,1 | -   | -   | -   | -    | -   | -    | -  | 13  | 639 831    |
| Roma               | 37,6 | 16  | 22,9 | 9   | 12,4 | 5   | 9,9  | 4   | 2,9  | 1    | 3,3 | 1   | 3,9  | 1   | 3,4 | 1   | 2,4 | 1   | 0,5 | -   | -    | -   | -    | -  | 39  | 2 130 216  |
| L'Aquila           | 46,6 | 8   | 20,9 | 4   | 12,3 | 2   | 6,2  | 1   | 3,3  | -    | 1,8 | -   | 4,1  | 1   | 3,5 | 1   | 0,9 | -   | -   | -   | -    | -   | -    | -  | 17  | 725 448    |
| Campobasso         | 55,1 | 4   | 17,6 | 1   | 5,1  | -   | 4,4  | -   | 1,2  | -    | 9,7 | 1   | 4,0  | -   | 2,2 | -   | 0,8 | -   | -   | -   | -    | -   | -    | -  | 6   | 215 074    |
| Nápoles            | 40,1 | 14  | 24,1 | 8   | 8,0  | 3   | 3,2  | 1   | 2,5  | 1    | 2,4 | 1   | 16,8 | 6   | 1,4 | -   | 0,5 | -   | 0,7 | -   | -    | -   | -    | -  | 34  | 1 574 629  |
| Benevento          | 46,2 | 10  | 17,8 | 4   | 9,3  | 2   | 4,8  | 1   | 3,9  | 1    | 5,4 | 1   | 5,2  | 1   | 6,0 | 1   | 1,0 | -   | 0,4 | -   | -    | -   | -    | -  | 21  | 927 682    |
| Bari               | 42,2 | 10  | 27,2 | 7   | 12,5 | 3   | 6,3  | 1   | 1,7  | -    | 2,3 | -   | 2,3  | -   | 5,0 | 1   | 0,6 | -   | -   | -   | -    | -   | -    | -  | 22  | 1 045 318  |
| Lecce              | 46,6 | 9   | 19,8 | 4   | 10,1 | 2   | 11,0 | 2   | 1,6  | -    | 1,9 | -   | 2,1  | -   | 6,0 | 1   | 0,6 | -   | -   | -   | -    | -   | -    | -  | 18  | 800 587    |
| Potenza            | 46,7 | 4   | 25,9 | 2   | 9,5  | 1   | 3,0  | -   | 2,0  | -    | 1,5 | -   | 7,3  | 1   | 1,5 | -   | 0,3 | -   | 2,4 | -   | -    | -   | -    | -  | 8   | 352 441    |
| Catanzaro          | 47,3 | 13  | 23,0 | 6   | 13,2 | 3   | 5,8  | 1   | 1,9  | -    | 2,7 | 1   | 3,2  | 1   | 2,0 | 1   | 0,6 | -   | -   | -   | -    | -   | -    | -  | 26  | 1 056 057  |
| Catânia            | 42,9 | 13  | 21,9 | 6   | 9,7  | 3   | 6,2  | 2   | 2,8  | 1    | 7,1 | 2   | 4,3  | 1   | 4,2 | 1   | 0,6 | -   | -   | -   | -    | -   | -    | -  | 29  | 1 325 273  |
| Palermo            | 43,1 | 13  | 21,9 | 6   | 11,9 | 3   | 7,6  | 2   | 2,9  | 1    | 4,2 | 1   | 2,4  | 1   | 4,1 | 1   | 1,6 | 1   | -   | -   | -    | -   | -    | -  | 29  | 1 263 000  |
| Cagliari           | 47,1 | 8   | 19,8 | 3   | 12,3 | 2   | 4,7  | 1   | 2,0  | -    | 2,7 | -   | 3,5  | -   | 3,0 | 1   | 0,5 | -   | 3,9 | -   | -    | -   | -    | -  | 15  | 734 459    |
| Vale de Aosta      | 46,4 | -   | -    | -   | -    | -   | 2,6  | -   | -    | -    | -   | -   | -    | -   | -   | -   | -   | -   | -   | -   | -    | -   | 50,9 | 1  | 1   | 62 507     |
| Trieste            | 33,5 | 2   | 23,2 | 1   | 5,9  | -   | 15,7 | 1   | 6,4  | -    | 3,3 | -   | 1,3  | -   | 1,2 | -   | 3,4 | -   | -   | -   | -    | -   | -    |    | 4   | 220 565    |
| Itália             | 42,4 | 273 | 22,7 | 140 | 14,2 | 84  | 4,8  | 24  | 4,6  | 22   | 3,5 | 17  | 2,6  | 14  | 2,2 | 11  | 1,4 | 6   | 0,6 | 1   | 0,5  | 3   | 0,1  | 1  | 596 | 30 434 681 |

#### Torino-Novara-Vercelli
| Partido                 | Partido                                 | Votos     | %               | +/-  | Deputados | +/-     |
| ----------------------- | --------------------------------------- | --------- | --------------- | ---- | --------- | ------- |
|                         | Democracia Cristã                       | 635 135   | 37,65 / 100,00  | 0,17 | 11 / 26   | Estável |
|                         | Partido Comunista Italiano              | 354 984   | 21,05 / 100,00  | 2,41 | 6 / 26    | 1       |
|                         | Partido Socialista Italiano             | 253 584   | 15,03 / 100,00  | 0,09 | 4 / 26    | Estável |
|                         | Partido Socialista Democrático Italiano | 119 758   | 7,10 / 100,00   | 0,26 | 2 / 26    | Estável |
|                         | Partido Liberal Italiano                | 85 577    | 5,07 / 100,00   | 0,11 | 1 / 26    | Estável |
|                         | Movimento Comunidade                    | 71 752    | 4,25 / 100,00   | Novo | 1 / 26    | Novo    |
|                         | Partido Nacional Monárquico             | 43 713    | 2,59 / 100,00   | 2,23 | 1 / 26    | Estável |
|                         | Movimento Social Italiano               | 39 970    | 2,37 / 100,00   | 0,53 | 0 / 26    | Estável |
|                         | Outros                                  | 45 995    | 2,73 / 100,00   |      | 0 / 26    |         |
| Votos Inválidos         | Votos Inválidos                         | 107 891   | 6,16 / 100,00   | 0,02 |           |         |
| Total                   | Total                                   | 1 751 002 | 100,00 / 100,00 |      | 26 / 26   |         |
| Eleitorado/Participação | Eleitorado/Participação                 | 1 827 302 | 95,82 / 100,00  | 1,65 |           |         |

#### Cuneo-Alessandria-Asti
| Partido                 | Partido                                        | Votos   | %               | +/-  | Deputados | +/-     |
| ----------------------- | ---------------------------------------------- | ------- | --------------- | ---- | --------- | ------- |
|                         | Democracia Cristã                              | 392 888 | 46,43 / 100,00  | 2,93 | 8 / 14    | Estável |
|                         | Partido Comunista Italiano                     | 127 432 | 15,06 / 100,00  | 2,72 | 2 / 14    | 1       |
|                         | Partido Socialista Italiano                    | 116 013 | 13,71 / 100,00  | 3,08 | 2 / 14    | Estável |
|                         | Partido Socialista Democrático Italiano        | 70 814  | 8,37 / 100,00   | 0,29 | 1 / 14    | Estável |
|                         | Partido Liberal Italiano                       | 46 760  | 5,53 / 100,00   | 0,38 | 1 / 14    | Estável |
|                         | Movimento Comunidade                           | 24 333  | 2,88 / 100,00   | Novo | 0 / 14    | Novo    |
|                         | Movimento pela Autonomia Regional de Piemonte  | 18 403  | 2,17 / 100,00   | Novo | 0 / 14    | Novo    |
|                         | Partido Nacional Monárquico                    | 17 781  | 2,10 / 100,00   | 5,53 | 0 / 14    | 1       |
|                         | Movimento Social Italiano                      | 11 875  | 1,40 / 100,00   | 0,77 | 0 / 14    | Estável |
|                         | Partido Republicano Italiano - Partido Radical | 11 694  | 1,38 / 100,00   | 0,01 | 0 / 14    | Estável |
|                         | Outros                                         | 8 158   | 0,96 / 100,00   |      | 0 / 14    |         |
| Votos Inválidos         | Votos Inválidos                                | 56 571  | 6,42 / 100,00   | 2,10 |           |         |
| Total                   | Total                                          | 881 252 | 100,00 / 100,00 |      | 14 / 14   | 2       |
| Eleitorado/Participação | Eleitorado/Participação                        | 927 717 | 94,99 / 100,00  | 0,51 |           |         |

#### Genova-Imperia-La Spezia-Savona
| Partido                 | Partido                                        | Votos     | %               | +/-  | Deputados | +/-     |
| ----------------------- | ---------------------------------------------- | --------- | --------------- | ---- | --------- | ------- |
|                         | Democracia Cristã                              | 446 493   | 39,78 / 100,00  | 1,19 | 9 / 21    | 1       |
|                         | Partido Comunista Italiano                     | 275 957   | 24,58 / 100,00  | 1,15 | 5 / 21    | Estável |
|                         | Partido Socialista Italiano                    | 193 143   | 17,21 / 100,00  | 1,00 | 4 / 21    | 1       |
|                         | Partido Socialista Democrático Italiano        | 67 875    | 6,05 / 100,00   | 0,54 | 1 / 21    | Estável |
|                         | Partido Liberal Italiano                       | 46 412    | 4,13 / 100,00   | 1,56 | 1 / 21    | 1       |
|                         | Movimento Social Italiano                      | 43 612    | 3,89 / 100,00   | 0,10 | 1 / 21    | 1       |
|                         | Partido Republicano Italiano - Partido Radical | 18 752    | 1,67 / 100,00   | 0,25 | 0 / 21    | Estável |
|                         | Partido Nacional Monárquico                    | 15 797    | 1,41 / 100,00   | 1,51 | 0 / 21    | Estável |
|                         | Outros                                         | 14 488    | 1,29 / 100,00   |      | 0 / 21    |         |
| Votos Inválidos         | Votos Inválidos                                | 59 215    | 5,12 / 100,00   | 1,09 |           |         |
| Total                   | Total                                          | 1 157 540 | 100,00 / 100,00 |      | 21 / 21   | 4       |
| Eleitorado/Participação | Eleitorado/Participação                        | 1 225 581 | 94,45 / 100,00  | 0,47 |           |         |

#### Milano-Pavia
| Partido                 | Partido                                        | Votos     | %               | +/-  | Deputados | +/-     |
| ----------------------- | ---------------------------------------------- | --------- | --------------- | ---- | --------- | ------- |
|                         | Democracia Cristã                              | 828 257   | 37,60 / 100,00  | 2,26 | 15 / 39   | 1       |
|                         | Partido Comunista Italiano                     | 501 209   | 22,75 / 100,00  | 1,26 | 9 / 39    | 1       |
|                         | Partido Socialista Italiano                    | 396 040   | 17,98 / 100,00  | 0,33 | 7 / 39    | Estável |
|                         | Partido Socialista Democrático Italiano        | 149 353   | 6,78 / 100,00   | 0,34 | 3 / 39    | 1       |
|                         | Partido Liberal Italiano                       | 124 663   | 5,66 / 100,00   | 3,06 | 2 / 39    | 1       |
|                         | Movimento Social Italiano                      | 84 207    | 3,82 / 100,00   | 0,23 | 1 / 39    | Estável |
|                         | Partido Popular Monárquico                     | 40 339    | 1,83 / 100,00   | Novo | 1 / 39    | Novo    |
|                         | Partido Nacional Monárquico                    | 40 202    | 1,82 / 100,00   | 2,44 | 1 / 39    | Estável |
|                         | Partido Republicano Italiano - Partido Radical | 23 055    | 1,05 / 100,00   | 0,12 | 0 / 39    | Estável |
|                         | Outros                                         | 15 614    | 0,71 / 100,00   |      | 0 / 39    |         |
| Votos Inválidos         | Votos Inválidos                                | 99 106    | 4,38 / 100,00   | 0,28 |           |         |
| Total                   | Total                                          | 2 261 599 | 100,00 / 100,00 |      | 39 / 39   | 3       |
| Eleitorado/Participação | Eleitorado/Participação                        | 2 348 629 | 96,29 / 100,00  | 0,46 |           |         |

#### Como-Sondrio-Varese
| Partido                 | Partido                                 | Votos   | %               | +/-  | Deputados | +/-     |
| ----------------------- | --------------------------------------- | ------- | --------------- | ---- | --------- | ------- |
|                         | Democracia Cristã                       | 418 045 | 51,29 / 100,00  | 0,14 | 8 / 14    | 1       |
|                         | Partido Socialista Italiano             | 165 314 | 20,28 / 100,00  | 0,94 | 3 / 14    | Estável |
|                         | Partido Comunista Italiano              | 94 407  | 11,58 / 100,00  | 0,41 | 2 / 14    | Estável |
|                         | Partido Socialista Democrático Italiano | 53 994  | 6,62 / 100,00   | 0,54 | 1 / 14    | Estável |
|                         | Partido Liberal Italiano                | 27 127  | 3,33 / 100,00   | 1,23 | 0 / 14    | Estável |
|                         | Movimento Social Italiano               | 24 220  | 2,97 / 100,00   | 0,36 | 0 / 14    | Estável |
|                         | Partido Nacional Monárquico             | 20 726  | 2,54 / 100,00   | 1,88 | 0 / 14    | Estável |
|                         | Outros                                  | 11 266  | 1,38 / 100,00   |      | 0 / 14    |         |
| Votos Inválidos         | Votos Inválidos                         | 39 705  | 4,73 / 100,00   | 2,39 |           |         |
| Total                   | Total                                   | 839 353 | 100,00 / 100,00 |      | 14 / 14   | 1       |
| Eleitorado/Participação | Eleitorado/Participação                 | 876 599 | 95,75 / 100,00  | 0,93 |           |         |

#### Brescia-Bergamo
| Partido                 | Partido                                 | Votos     | %               | +/-  | Deputados | +/-     |
| ----------------------- | --------------------------------------- | --------- | --------------- | ---- | --------- | ------- |
|                         | Democracia Cristã                       | 546 208   | 58,60 / 100,00  | 0,48 | 12 / 19   | 1       |
|                         | Partido Socialista Italiano             | 143 267   | 15,37 / 100,00  | 0,55 | 3 / 19    | Estável |
|                         | Partido Comunista Italiano              | 105 463   | 11,31 / 100,00  | 0,57 | 2 / 19    | Estável |
|                         | Partido Socialista Democrático Italiano | 45 497    | 4,88 / 100,00   | 0,24 | 1 / 19    | Estável |
|                         | Partido Liberal Italiano                | 30 293    | 3,25 / 100,00   | 1,73 | 1 / 19    | 1       |
|                         | Movimento Social Italiano               | 30 032    | 3,22 / 100,00   | 0,52 | 0 / 19    | Estável |
|                         | Partido Nacional Monárquico             | 16 255    | 1,74 / 100,00   | 1,06 | 0 / 19    | Estável |
|                         | Outros                                  | 15 139    | 1,62 / 100,00   |      | 0 / 19    |         |
| Votos Inválidos         | Votos Inválidos                         | 42 303    | 4,41 / 100,00   | 2,10 |           |         |
| Total                   | Total                                   | 958 770   | 100,00 / 100,00 |      | 19 / 19   |         |
| Eleitorado/Participação | Eleitorado/Participação                 | 1 009 761 | 94,95 / 100,00  | 0,27 |           |         |

#### Mantova-Cremona
| Partido                 | Partido                                 | Votos   | %               | +/-  | Deputados | +/-     |
| ----------------------- | --------------------------------------- | ------- | --------------- | ---- | --------- | ------- |
|                         | Democracia Cristã                       | 210 757 | 41,22 / 100,00  | 2,15 | 5 / 10    | Estável |
|                         | Partido Comunista Italiano              | 128 912 | 25,21 / 100,00  | 2,22 | 3 / 10    | 1       |
|                         | Partido Socialista Italiano             | 116 645 | 22,81 / 100,00  | 1,74 | 2 / 10    | 1       |
|                         | Partido Socialista Democrático Italiano | 19 412  | 3,80 / 100,00   | 1,44 | 0 / 10    | Estável |
|                         | Movimento Social Italiano               | 14 812  | 2,90 / 100,00   | 0,31 | 0 / 10    | Estável |
|                         | Partido Liberal Italiano                | 13 361  | 2,61 / 100,00   | 0,30 | 0 / 10    | Estável |
|                         | Outros                                  | 7 367   | 1,44 / 100,00   |      | 0 / 10    |         |
| Votos Inválidos         | Votos Inválidos                         | 22 835  | 4,35 / 100,00   | 2,08 |           |         |
| Total                   | Total                                   | 525 156 | 100,00 / 100,00 |      | 10 / 10   |         |
| Eleitorado/Participação | Eleitorado/Participação                 | 539 698 | 97,31 / 100,00  | 0,25 |           |         |

#### Trento-Bolzano
| Partido                 | Partido                                 | Votos   | %               | +/-  | Deputados | +/-     |
| ----------------------- | --------------------------------------- | ------- | --------------- | ---- | --------- | ------- |
|                         | Democracia Cristã                       | 199 805 | 43,21 / 100,00  | 1,94 | 5 / 10    | Estável |
|                         | Partido Popular Sul Tirolês             | 135 491 | 29,30 / 100,00  | 1,03 | 3 / 10    | Estável |
|                         | Partido Socialista Italiano             | 37 372  | 8,08 / 100,00   | 1,15 | 1 / 10    | 1       |
|                         | Partido Socialista Democrático Italiano | 29 576  | 6,40 / 100,00   | 0,70 | 1 / 10    | 1       |
|                         | Partido Comunista Italiano              | 24 219  | 5,24 / 100,00   | 0,06 | 0 / 10    | Estável |
|                         | Movimento Social Italiano               | 17 183  | 3,72 / 100,00   | 0,06 | 0 / 10    | Estável |
|                         | Partido Liberal Italiano                | 10 787  | 2,33 / 100,00   | 1,55 | 0 / 10    | Estável |
|                         | Outros                                  | 7 967   | 1,73 / 100,00   |      | 0 / 10    |         |
| Votos Inválidos         | Votos Inválidos                         | 15 256  | 3,23 / 100,00   | 3,20 |           |         |
| Total                   | Total                                   | 471 718 | 100,00 / 100,00 |      | 10 / 10   | 2       |
| Eleitorado/Participação | Eleitorado/Participação                 | 488 972 | 96,47 / 100,00  | 0,14 |           |         |

#### Verona-Padova-Vicenza-Rovigo
| Partido                 | Partido                                 | Votos     | %               | +/-  | Deputados | +/-     |
| ----------------------- | --------------------------------------- | --------- | --------------- | ---- | --------- | ------- |
|                         | Democracia Cristã                       | 794 785   | 58,00 / 100,00  | 2,81 | 18 / 29   | 1       |
|                         | Partido Socialista Italiano             | 210 949   | 15,40 / 100,00  | 1,61 | 4 / 29    | Estável |
|                         | Partido Comunista Italiano              | 176 560   | 12,89 / 100,00  | 1,32 | 4 / 29    | Estável |
|                         | Partido Socialista Democrático Italiano | 66 140    | 4,83 / 100,00   | 0,30 | 1 / 29    | Estável |
|                         | Partido Liberal Italiano                | 48 149    | 3,51 / 100,00   | 0,13 | 1 / 29    | Estável |
|                         | Movimento Social Italiano               | 43 455    | 3,17 / 100,00   | 0,24 | 1 / 29    | Estável |
|                         | Outros                                  | 30 194    | 2,20 / 100,00   |      | 0 / 29    |         |
| Votos Inválidos         | Votos Inválidos                         | 61 658    | 4,38 / 100,00   | 1,07 |           |         |
| Total                   | Total                                   | 1 407 532 | 100,00 / 100,00 |      | 29 / 29   | 1       |
| Eleitorado/Participação | Eleitorado/Participação                 | 1 478 732 | 95,19 / 100,00  | 0,15 |           |         |

#### Venezia-Treviso
| Partido                 | Partido                                        | Votos   | %               | +/-  | Deputados | +/-     |
| ----------------------- | ---------------------------------------------- | ------- | --------------- | ---- | --------- | ------- |
|                         | Democracia Cristã                              | 405 259 | 51,24 / 100,00  | 0,94 | 9 / 16    | 1       |
|                         | Partido Socialista Italiano                    | 140 519 | 17,77 / 100,00  | 0,92 | 3 / 16    | Estável |
|                         | Partido Comunista Italiano                     | 116 069 | 14,68 / 100,00  | 0,07 | 3 / 16    | 1       |
|                         | Partido Socialista Democrático Italiano        | 56 981  | 7,19 / 100,00   | 0,84 | 1 / 16    | Estável |
|                         | Movimento Social Italiano                      | 25 626  | 3,24 / 100,00   | 0,62 | 0 / 16    | Estável |
|                         | Partido Liberal Italiano                       | 22 301  | 2,82 / 100,00   | 0,67 | 0 / 16    | Estável |
|                         | Partido Republicano Italiano - Partido Radical | 9 576   | 1,21 / 100,00   | 0,25 | 0 / 16    | Estável |
|                         | Outros                                         | 14 620  | 1,85 / 100,00   |      | 0 / 16    |         |
| Votos Inválidos         | Votos Inválidos                                | 39 368  | 4,82 / 100,00   | 1,92 |           |         |
| Total                   | Total                                          | 816 704 | 100,00 / 100,00 |      | 16 / 16   |         |
| Eleitorado/Participação | Eleitorado/Participação                        | 870 146 | 93,86 / 100,00  | 0,08 |           |         |

#### Udine-Belluno-Gorizia
| Partido                 | Partido                                 | Votos   | %               | +/-  | Deputados | +/-     |
| ----------------------- | --------------------------------------- | ------- | --------------- | ---- | --------- | ------- |
|                         | Democracia Cristã                       | 356 357 | 51,39 / 100,00  | 0,62 | 8 / 14    | 1       |
|                         | Partido Socialista Italiano             | 110 008 | 15,86 / 100,00  | 3,13 | 2 / 14    | Estável |
|                         | Partido Comunista Italiano              | 89 638  | 12,93 / 100,00  | 1,56 | 2 / 14    | Estável |
|                         | Partido Socialista Democrático Italiano | 62 311  | 8,99 / 100,00   | 0,46 | 1 / 14    | Estável |
|                         | Movimento Social Italiano               | 32 136  | 4,63 / 100,00   | 1,26 | 1 / 14    | Estável |
|                         | Partido Liberal Italiano                | 18 388  | 2,65 / 100,00   | 1,17 | 0 / 14    | Estável |
|                         | Partido Nacional Monárquico             | 11 019  | 1,59 / 100,00   | 1,51 | 0 / 14    | Estável |
|                         | Outros                                  | 13 643  | 1,96 / 100,00   |      | 0 / 14    |         |
| Votos Inválidos         | Votos Inválidos                         | 32 433  | 4,54 / 100,00   | 3,31 |           |         |
| Total                   | Total                                   | 714 761 | 100,00 / 100,00 |      | 14 / 14   | 1       |
| Eleitorado/Participação | Eleitorado/Participação                 | 795 878 | 89,81 / 100,00  | 0,61 |           |         |

#### Bologna-Ferrara-Ravenna-Forli
| Partido                 | Partido                                        | Votos     | %               | +/-  | Deputados | +/-     |
| ----------------------- | ---------------------------------------------- | --------- | --------------- | ---- | --------- | ------- |
|                         | Partido Comunista Italiano                     | 514 467   | 37,86 / 100,00  | 0,47 | 10 / 27   | Estável |
|                         | Democracia Cristã                              | 376 593   | 27,71 / 100,00  | 0,59 | 7 / 27    | Estável |
|                         | Partido Socialista Italiano                    | 215 364   | 15,85 / 100,00  | 1,80 | 4 / 27    | 1       |
|                         | Partido Socialista Democrático Italiano        | 87 833    | 6,46 / 100,00   | 0,16 | 2 / 27    | 1       |
|                         | Partido Republicano Italiano - Partido Radical | 74 660    | 5,49 / 100,00   | 0,68 | 2 / 27    | 1       |
|                         | Partido Liberal Italiano                       | 40 576    | 2,99 / 100,00   | 1,03 | 1 / 27    | 1       |
|                         | Movimento Social Italiano                      | 38 639    | 2,84 / 100,00   | 0,21 | 1 / 27    | 1       |
|                         | Outros                                         | 10 798    | 0,79 / 100,00   |      | 0 / 27    |         |
| Votos Inválidos         | Votos Inválidos                                | 61 774    | 4,42 / 100,00   | 0,48 |           |         |
| Total                   | Total                                          | 1 396 720 | 100,00 / 100,00 |      | 27 / 27   | 5       |
| Eleitorado/Participação | Eleitorado/Participação                        | 1 433 871 | 97,41 / 100,00  | 0,48 |           |         |

#### Parma-Modena-Piacenza-Reggio nell'Emilia
| Partido                 | Partido                                 | Votos     | %               | +/-  | Deputados | +/-     |
| ----------------------- | --------------------------------------- | --------- | --------------- | ---- | --------- | ------- |
|                         | Partido Comunista Italiano              | 366 341   | 35,14 / 100,00  | 0,71 | 7 / 19    | 1       |
|                         | Democracia Cristã                       | 357 707   | 34,32 / 100,00  | 0,35 | 7 / 19    | Estável |
|                         | Partido Socialista Italiano             | 178 962   | 17,17 / 100,00  | 2,42 | 3 / 19    | Estável |
|                         | Partido Socialista Democrático Italiano | 65 091    | 6,24 / 100,00   | 0,76 | 1 / 19    | Estável |
|                         | Partido Liberal Italiano                | 30 383    | 2,91 / 100,00   | 1,41 | 1 / 19    | 1       |
|                         | Movimento Social Italiano               | 26 535    | 2,55 / 100,00   | 0,10 | 0 / 19    | Estável |
|                         | Outros                                  | 17 387    | 1,66 / 100,00   |      | 0 / 19    |         |
| Votos Inválidos         | Votos Inválidos                         | 58 882    | 5,47 / 100,00   | 1,43 |           |         |
| Total                   | Total                                   | 1 077 011 | 100,00 / 100,00 |      | 19 / 19   |         |
| Eleitorado/Participação | Eleitorado/Participação                 | 1 126 901 | 95,57 / 100,00  | 0,15 |           |         |

#### Firenze-Pistoia
| Partido                 | Partido                                        | Votos   | %               | +/-  | Deputados | +/-     |
| ----------------------- | ---------------------------------------------- | ------- | --------------- | ---- | --------- | ------- |
|                         | Partido Comunista Italiano                     | 301 948 | 37,07 / 100,00  | 0,49 | 6 / 13    | Estável |
|                         | Democracia Cristã                              | 276 740 | 33,98 / 100,00  | 0,86 | 5 / 13    | Estável |
|                         | Partido Socialista Italiano                    | 129 659 | 15,92 / 100,00  | 1,07 | 2 / 13    | Estável |
|                         | Partido Socialista Democrático Italiano        | 35 752  | 4,39 / 100,00   | 0,31 | 0 / 13    | Estável |
|                         | Movimento Social Italiano                      | 30 745  | 3,77 / 100,00   | 0,12 | 0 / 13    | Estável |
|                         | Partido Liberal Italiano                       | 22 284  | 2,74 / 100,00   | 0,76 | 0 / 13    | Estável |
|                         | Partido Republicano Italiano - Partido Radical | 8 106   | 1,00 / 100,00   | 0,23 | 0 / 13    | Estável |
|                         | Outros                                         | 9 240   | 1,13 / 100,00   |      | 0 / 13    |         |
| Votos Inválidos         | Votos Inválidos                                | 42 692  | 5,09 / 100,00   | 0,48 |           |         |
| Total                   | Total                                          | 839 122 | 100,00 / 100,00 |      | 13 / 13   |         |
| Eleitorado/Participação | Eleitorado/Participação                        | 863 644 | 97,16 / 100,00  | 0,03 |           |         |

#### Pisa-Livorno-Lucca-Massa e Carrara
| Partido                 | Partido                                        | Votos   | %               | +/-  | Deputados | +/-     |
| ----------------------- | ---------------------------------------------- | ------- | --------------- | ---- | --------- | ------- |
|                         | Democracia Cristã                              | 316 353 | 39,41 / 100,00  | 2,15 | 6 / 15    | Estável |
|                         | Partido Comunista Italiano                     | 231 666 | 28,86 / 100,00  | 1,32 | 5 / 15    | Estável |
|                         | Partido Socialista Italiano                    | 135 684 | 16,90 / 100,00  | 1,73 | 3 / 15    | 1       |
|                         | Movimento Social Italiano                      | 35 001  | 4,36 / 100,00   | 0,65 | 0 / 15    | Estável |
|                         | Partido Socialista Democrático Italiano        | 28 977  | 3,61 / 100,00   | 0,34 | 0 / 15    | Estável |
|                         | Partido Republicano Italiano - Partido Radical | 25 055  | 3,12 / 100,00   | 0,77 | 1 / 15    | 1       |
|                         | Partido Liberal Italiano                       | 13 630  | 1,70 / 100,00   | 0,43 | 0 / 15    | Estável |
|                         | Partido Nacional Monárquico                    | 10 034  | 1,25 / 100,00   | 0,96 | 0 / 15    | Estável |
|                         | Outros                                         | 6 345   | 0,79 / 100,00   |      | 0 / 15    |         |
| Votos Inválidos         | Votos Inválidos                                | 43 579  | 5,26 / 100,00   | 2,23 |           |         |
| Total                   | Total                                          | 828 988 | 100,00 / 100,00 |      | 15 / 15   | 2       |
| Eleitorado/Participação | Eleitorado/Participação                        | 872 167 | 95,05 / 100,00  | 0,20 |           |         |

#### Siena-Arezzo-Grosseto
| Partido                 | Partido                                        | Votos   | %               | +/-  | Deputados | +/-     |
| ----------------------- | ---------------------------------------------- | ------- | --------------- | ---- | --------- | ------- |
|                         | Partido Comunista Italiano                     | 209 188 | 38,66 / 100,00  | 1,19 | 4 / 9     | 1       |
|                         | Democracia Cristã                              | 167 444 | 30,94 / 100,00  | 1,78 | 3 / 9     | Estável |
|                         | Partido Socialista Italiano                    | 98 320  | 18,17 / 100,00  | 1,52 | 2 / 9     | Estável |
|                         | Movimento Social Italiano                      | 19 390  | 3,58 / 100,00   | 0,83 | 0 / 9     | Estável |
|                         | Partido Socialista Democrático Italiano        | 17 025  | 3,15 / 100,00   | 0,17 | 0 / 9     | Estável |
|                         | Partido Republicano Italiano - Partido Radical | 13 312  | 2,46 / 100,00   | 0,37 | 0 / 9     | Estável |
|                         | Partido Liberal Italiano                       | 10 629  | 1,96 / 100,00   | 0,07 | 0 / 9     | Estável |
|                         | Outros                                         | 5 827   | 1,08 / 100,00   |      | 0 / 9     |         |
| Votos Inválidos         | Votos Inválidos                                | 27 976  | 5,01 / 100,00   | 2,40 |           |         |
| Total                   | Total                                          | 558 250 | 100,00 / 100,00 |      | 9 / 9     | 1       |
| Eleitorado/Participação | Eleitorado/Participação                        | 576 715 | 96,80 / 100,00  | 0,08 |           |         |

#### Ancona-Pesaro-Macerata-Ascoli Piceno
| Partido                 | Partido                                        | Votos   | %               | +/-  | Deputados | +/-     |
| ----------------------- | ---------------------------------------------- | ------- | --------------- | ---- | --------- | ------- |
|                         | Democracia Cristã                              | 370 597 | 43,55 / 100,00  | 1,97 | 8 / 19    | Estável |
|                         | Partido Comunista Italiano                     | 218 553 | 25,68 / 100,00  | 2,55 | 5 / 19    | 2       |
|                         | Partido Socialista Italiano                    | 130 912 | 15,38 / 100,00  | 1,11 | 3 / 19    | 1       |
|                         | Partido Socialista Democrático Italiano        | 36 657  | 4,31 / 100,00   | 0,08 | 1 / 19    | 1       |
|                         | Movimento Social Italiano                      | 34 662  | 4,07 / 100,00   | 0,54 | 1 / 19    | 1       |
|                         | Partido Republicano Italiano - Partido Radical | 29 667  | 3,49 / 100,00   | 1,39 | 1 / 19    | 1       |
|                         | Partido Liberal Italiano                       | 16 020  | 1,88 / 100,00   | 0,01 | 0 / 19    | Estável |
|                         | Partido Popular Monárquico                     | 8 826   | 1,04 / 100,00   | Novo | 0 / 19    | Novo    |
|                         | Outros                                         | 5 016   | 0,59 / 100,00   |      | 0 / 19    |         |
| Votos Inválidos         | Votos Inválidos                                | 40 953  | 4,67 / 100,00   | 1,97 |           |         |
| Total                   | Total                                          | 876 116 | 100,00 / 100,00 |      | 19 / 19   | 6       |
| Eleitorado/Participação | Eleitorado/Participação                        | 923 981 | 94,82 / 100,00  | 0,97 |           |         |

#### Perugia-Terni-Rieti
| Partido                 | Partido                                        | Votos   | %               | +/-  | Deputados | +/-     |
| ----------------------- | ---------------------------------------------- | ------- | --------------- | ---- | --------- | ------- |
|                         | Democracia Cristã                              | 212 143 | 34,28 / 100,00  | 2,25 | 5 / 13    | 1       |
|                         | Partido Comunista Italiano                     | 178 429 | 28,83 / 100,00  | 2,59 | 4 / 13    | 1       |
|                         | Partido Socialista Italiano                    | 127 039 | 20,53 / 100,00  | 1,71 | 3 / 13    | Estável |
|                         | Movimento Social Italiano                      | 42 181  | 6,82 / 100,00   | 0,88 | 1 / 13    | Estável |
|                         | Partido Socialista Democrático Italiano        | 18 823  | 3,04 / 100,00   | 0,64 | 0 / 13    | Estável |
|                         | Partido Liberal Italiano                       | 13 245  | 2,14 / 100,00   | 0,11 | 0 / 13    | Estável |
|                         | Partido Republicano Italiano - Partido Radical | 12 875  | 2,08 / 100,00   | 0,95 | 0 / 13    | Estável |
|                         | Partido Popular Monárquico                     | 7 865   | 1,27 / 100,00   | Novo | 0 / 13    | Novo    |
|                         | Partido Nacional Monárquico                    | 6 269   | 1,01 / 100,00   | 1,15 | 0 / 13    |         |
| Votos Inválidos         | Votos Inválidos                                | 31 237  | 4,88 / 100,00   | 2,71 |           |         |
| Total                   | Total                                          | 639 831 | 100,00 / 100,00 |      | 13 / 13   | 2       |
| Eleitorado/Participação | Eleitorado/Participação                        | 673 022 | 95,07 / 100,00  | 0,50 |           |         |

#### Roma-Viterbo-Latina-Frosinone
| Partido                 | Partido                                        | Votos     | %               | +/-  | Deputados | +/-     |
| ----------------------- | ---------------------------------------------- | --------- | --------------- | ---- | --------- | ------- |
|                         | Democracia Cristã                              | 782 579   | 37,58 / 100,00  | 0,68 | 16 / 39   | 1       |
|                         | Partido Comunista Italiano                     | 477 781   | 22,94 / 100,00  | 0,42 | 9 / 39    | 1       |
|                         | Partido Socialista Italiano                    | 258 520   | 12,41 / 100,00  | 3,70 | 5 / 39    | 2       |
|                         | Movimento Social Italiano                      | 206 088   | 9,90 / 100,00   | 1,50 | 4 / 39    | Estável |
|                         | Partido Popular Monárquico                     | 80 671    | 3,87 / 100,00   | Novo | 1 / 39    | Novo    |
|                         | Partido Nacional Monárquico                    | 71 736    | 3,44 / 100,00   | 4,48 | 1 / 39    | 2       |
|                         | Partido Liberal Italiano                       | 68 698    | 3,30 / 100,00   | 0,15 | 1 / 39    | Estável |
|                         | Partido Socialista Democrático Italiano        | 59 989    | 2,88 / 100,00   | 0,33 | 1 / 39    | Estável |
|                         | Partido Republicano Italiano - Partido Radical | 49 674    | 2,39 / 100,00   | 0,33 | 1 / 39    | Estável |
|                         | Outros                                         | 26 944    | 1,29 / 100,00   |      | 0 / 39    |         |
| Votos Inválidos         | Votos Inválidos                                | 71 351    | 3,35 / 100,00   | 1,35 |           |         |
| Total                   | Total                                          | 2 130 216 | 100,00 / 100,00 |      | 39 / 39   | 1       |
| Eleitorado/Participação | Eleitorado/Participação                        | 2 248 496 | 94,74 / 100,00  | 0,41 |           |         |

#### L'Aquila-Pescara-Chieti-Teramo
| Partido                 | Partido                                 | Votos   | %               | +/-  | Deputados | +/-     |
| ----------------------- | --------------------------------------- | ------- | --------------- | ---- | --------- | ------- |
|                         | Democracia Cristã                       | 327 832 | 46,59 / 100,00  | 5,11 | 8 / 17    | 1       |
|                         | Partido Comunista Italiano              | 147 142 | 20,91 / 100,00  | 1,09 | 4 / 17    | Estável |
|                         | Partido Socialista Italiano             | 86 421  | 12,28 / 100,00  | 2,34 | 2 / 17    | 1       |
|                         | Movimento Social Italiano               | 43 859  | 6,23 / 100,00   | 3,07 | 1 / 17    | Estável |
|                         | Partido Popular Monárquico              | 28 471  | 4,05 / 100,00   | Novo | 1 / 17    | Novo    |
|                         | Partido Nacional Monárquico             | 24 599  | 3,50 / 100,00   | 4,26 | 1 / 17    | Estável |
|                         | Partido Socialista Democrático Italiano | 23 046  | 3,28 / 100,00   | 0,54 | 0 / 17    | Estável |
|                         | Partido Liberal Italiano                | 12 341  | 1,75 / 100,00   | 1,00 | 0 / 17    | Estável |
|                         | Outros                                  | 9 961   | 1,42 / 100,00   |      | 0 / 17    |         |
| Votos Inválidos         | Votos Inválidos                         | 31 409  | 4,33 / 100,00   | 1,08 |           |         |
| Total                   | Total                                   | 725 448 | 100,00 / 100,00 |      | 17 / 17   | 3       |
| Eleitorado/Participação | Eleitorado/Participação                 | 829 805 | 87,42 / 100,00  | 3,00 |           |         |

#### Campobasso
| Partido                 | Partido                                 | Votos   | %               | +/-  | Deputados | +/-     |
| ----------------------- | --------------------------------------- | ------- | --------------- | ---- | --------- | ------- |
|                         | Democracia Cristã                       | 114 013 | 55,13 / 100,00  | 9,12 | 4 / 6     | 1       |
|                         | Partido Comunista Italiano              | 36 285  | 17,55 / 100,00  | 3,77 | 1 / 6     | Estável |
|                         | Partido Liberal Italiano                | 20 115  | 9,73 / 100,00   | 5,01 | 1 / 6     | Estável |
|                         | Partido Socialista Italiano             | 10 455  | 5,06 / 100,00   | 0,18 | 0 / 6     | Estável |
|                         | Movimento Social Italiano               | 9 120   | 4,41 / 100,00   | 2,77 | 0 / 6     | Estável |
|                         | Partido Popular Monárquico              | 8 163   | 3,95 / 100,00   | Novo | 0 / 6     | Novo    |
|                         | Partido Nacional Monárquico             | 4 642   | 2,24 / 100,00   | 7,37 | 0 / 6     | Estável |
|                         | Partido Socialista Democrático Italiano | 2 400   | 1,16 / 100,00   | -    | 0 / 6     | -       |
|                         | Outros                                  | 1 604   | 0,78 / 100,00   |      | 0 / 6     |         |
| Votos Inválidos         | Votos Inválidos                         | 10 809  | 5,03 / 100,00   | 1,99 |           |         |
| Total                   | Total                                   | 215 704 | 100,00 / 100,00 |      | 6 / 6     | 1       |
| Eleitorado/Participação | Eleitorado/Participação                 | 250 473 | 85,87 / 100,00  | 4,28 |           |         |

#### Napoli-Caserta
| Partido                 | Partido                                 | Votos     | %               | +/-   | Deputados | +/-     |
| ----------------------- | --------------------------------------- | --------- | --------------- | ----- | --------- | ------- |
|                         | Democracia Cristã                       | 614 553   | 40,05 / 100,00  | 4,73  | 14 / 34   | 2       |
|                         | Partido Comunista Italiano              | 370 038   | 24,11 / 100,00  | 3,72  | 8 / 34    | 1       |
|                         | Partido Popular Monárquico              | 258 284   | 16,83 / 100,00  | Novo  | 6 / 34    | Novo    |
|                         | Partido Socialista Italiano             | 122 872   | 8,01 / 100,00   | 0,83  | 3 / 34    | 1       |
|                         | Movimento Social Italiano               | 49 303    | 3,21 / 100,00   | 4,17  | 1 / 34    | 1       |
|                         | Partido Socialista Democrático Italiano | 37 657    | 2,45 / 100,00   | 0,19  | 1 / 34    | 1       |
|                         | Partido Liberal Italiano                | 36 443    | 2,37 / 100,00   | 0,82  | 1 / 34    | Estável |
|                         | Partido Nacional Monárquico             | 20 703    | 1,35 / 100,00   | 20,11 | 0 / 34    | 7       |
|                         | Outros                                  | 24 772    | 1,61 / 100,00   |       | 0 / 34    |         |
| Votos Inválidos         | Votos Inválidos                         | 55 141    | 3,50 / 100,00   | 2,34  |           |         |
| Total                   | Total                                   | 1 574 629 | 100,00 / 100,00 |       | 34 / 34   | 3       |
| Eleitorado/Participação | Eleitorado/Participação                 | 1 689 566 | 93,20 / 100,00  | 0,43  |           |         |

#### Benevento-Avellino-Salerno
| Partido                 | Partido                                 | Votos     | %               | +/-   | Deputados | +/-     |
| ----------------------- | --------------------------------------- | --------- | --------------- | ----- | --------- | ------- |
|                         | Democracia Cristã                       | 415 414   | 46,24 / 100,00  | 8,78  | 10 / 21   | 2       |
|                         | Partido Comunista Italiano              | 159 544   | 17,76 / 100,00  | 0,15  | 4 / 21    | Estável |
|                         | Partido Socialista Italiano             | 83 892    | 9,34 / 100,00   | 3,23  | 2 / 21    | 1       |
|                         | Partido Nacional Monárquico             | 53 648    | 5,97 / 100,00   | 16,24 | 1 / 21    | 4       |
|                         | Partido Liberal Italiano                | 48 510    | 5,40 / 100,00   | 0,96  | 1 / 21    | Estável |
|                         | Partido Popular Monárquico              | 47 025    | 5,23 / 100,00   | Novo  | 1 / 21    | Novo    |
|                         | Movimento Social Italiano               | 43 060    | 4,79 / 100,00   | 0,90  | 1 / 21    | Estável |
|                         | Partido Socialista Democrático Italiano | 34 758    | 3,87 / 100,00   | 0,35  | 1 / 21    | 1       |
|                         | Outros                                  | 12 476    | 1,39 / 100,00   |       | 0 / 21    |         |
| Votos Inválidos         | Votos Inválidos                         | 39 684    | 4,28 / 100,00   | 2,66  |           |         |
| Total                   | Total                                   | 927 682   | 100,00 / 100,00 |       | 21 / 21   | 1       |
| Eleitorado/Participação | Eleitorado/Participação                 | 1 037 911 | 89,38 / 100,00  | 2,03  |           |         |

#### Bari-Foggia
| Partido                 | Partido                                 | Votos     | %               | +/-   | Deputados | +/-     |
| ----------------------- | --------------------------------------- | --------- | --------------- | ----- | --------- | ------- |
|                         | Democracia Cristã                       | 431 155   | 42,17 / 100,00  | 4,94  | 10 / 22   | 1       |
|                         | Partido Comunista Italiano              | 277 893   | 27,18 / 100,00  | 0,94  | 7 / 22    | 1       |
|                         | Partido Socialista Italiano             | 127 449   | 12,47 / 100,00  | 2,83  | 3 / 22    | 1       |
|                         | Movimento Social Italiano               | 64 681    | 6,33 / 100,00   | 1,10  | 1 / 22    | Estável |
|                         | Partido Nacional Monárquico             | 50 888    | 4,98 / 100,00   | 11,30 | 1 / 22    | 3       |
|                         | Partido Popular Monárquico              | 23 510    | 2,30 / 100,00   | Novo  | 0 / 22    | Novo    |
|                         | Partido Liberal Italiano                | 23 470    | 2,30 / 100,00   | 0,55  | 0 / 22    | Estável |
|                         | Partido Socialista Democrático Italiano | 17 350    | 1,70 / 100,00   | 0,31  | 0 / 22    | Estável |
|                         | Outros                                  | 6 038     | 0,59 / 100,00   |       | 0 / 22    |         |
| Votos Inválidos         | Votos Inválidos                         | 31 276    | 2,99 / 100,00   | 2,41  |           |         |
| Total                   | Total                                   | 1 045 318 | 100,00 / 100,00 |       | 22 / 22   |         |
| Eleitorado/Participação | Eleitorado/Participação                 | 1 111 457 | 94,05 / 100,00  | 0,78  |           |         |

#### Lecce-Brindisi-Taranto
| Partido                 | Partido                                 | Votos   | %               | +/-  | Deputados | +/-     |
| ----------------------- | --------------------------------------- | ------- | --------------- | ---- | --------- | ------- |
|                         | Democracia Cristã                       | 363 043 | 46,61 / 100,00  | 6,47 | 9 / 18    | 1       |
|                         | Partido Comunista Italiano              | 154 305 | 19,81 / 100,00  | 0,51 | 4 / 18    | Estável |
|                         | Movimento Social Italiano               | 85 424  | 10,97 / 100,00  | 1,78 | 2 / 18    | 1       |
|                         | Partido Socialista Italiano             | 78 354  | 10,06 / 100,00  | 1,87 | 2 / 18    | 1       |
|                         | Partido Nacional Monárquico             | 46 988  | 6,03 / 100,00   | 8,38 | 1 / 18    | 1       |
|                         | Partido Popular Monárquico              | 15 938  | 2,05 / 100,00   | Novo | 0 / 18    | Novo    |
|                         | Partido Liberal Italiano                | 15 091  | 1,94 / 100,00   | 1,53 | 0 / 18    | Estável |
|                         | Partido Socialista Democrático Italiano | 12 590  | 1,62 / 100,00   | 0,09 | 0 / 18    | Estável |
|                         | Outros                                  | 7 193   | 0,92 / 100,00   |      | 0 / 18    |         |
| Votos Inválidos         | Votos Inválidos                         | 28 889  | 3,61 / 100,00   | 4,26 |           |         |
| Total                   | Total                                   | 800 587 | 100,00 / 100,00 |      | 18 / 18   | 2       |
| Eleitorado/Participação | Eleitorado/Participação                 | 851 889 | 93,98 / 100,00  | 0,76 |           |         |

#### Potenza-Matera
| Partido                 | Partido                                 | Votos   | %               | +/-  | Deputados | +/-     |
| ----------------------- | --------------------------------------- | ------- | --------------- | ---- | --------- | ------- |
|                         | Democracia Cristã                       | 159 038 | 46,69 / 100,00  | 5,36 | 4 / 8     | 1       |
|                         | Partido Comunista Italiano              | 88 214  | 25,90 / 100,00  | 0,04 | 2 / 8     | Estável |
|                         | Partido Socialista Italiano             | 32 261  | 9,47 / 100,00   | 2,68 | 1 / 8     | 1       |
|                         | Partido Popular Monárquico              | 24 685  | 7,25 / 100,00   | Novo | 1 / 8     | Novo    |
|                         | Movimento Social Italiano               | 10 250  | 3,01 / 100,00   | 3,93 | 0 / 8     | Estável |
|                         | Movimento Comunidade                    | 8 134   | 2,39 / 100,00   | Novo | 0 / 8     | Novo    |
|                         | Partido Socialista Democrático Italiano | 6 913   | 2,03 / 100,00   | 1,75 | 0 / 8     | Estável |
|                         | Partido Nacional Monárquico             | 5 202   | 1,53 / 100,00   | 8,83 | 0 / 8     | 1       |
|                         | Partido Liberal Italiano                | 4 953   | 1,45 / 100,00   | 0,96 | 0 / 8     | Estável |
|                         | Outros                                  | 948     | 0,28 / 100,00   |      | 0 / 8     |         |
| Votos Inválidos         | Votos Inválidos                         | 15 231  | 4,32 / 100,00   | 2,47 |           |         |
| Total                   | Total                                   | 352 441 | 100,00 / 100,00 |      | 8 / 8     | 1       |
| Eleitorado/Participação | Eleitorado/Participação                 | 385 448 | 91,44 / 100,00  | 0,59 |           |         |

#### Catanzaro-Cosenza-Reggio di Calabria
| Partido                 | Partido                                 | Votos     | %               | +/-  | Deputados | +/-     |
| ----------------------- | --------------------------------------- | --------- | --------------- | ---- | --------- | ------- |
|                         | Democracia Cristã                       | 483 121   | 47,33 / 100,00  | 6,73 | 13 / 26   | 2       |
|                         | Partido Comunista Italiano              | 234 800   | 23,00 / 100,00  | 2,14 | 6 / 26    | Estável |
|                         | Partido Socialista Italiano             | 134 615   | 14,23 / 100,00  | 3,04 | 3 / 26    | Estável |
|                         | Movimento Social Italiano               | 59 221    | 5,80 / 100,00   | 1,89 | 1 / 26    | 1       |
|                         | Partido Popular Monárquico              | 32 917    | 3,22 / 100,00   | Novo | 1 / 26    | Novo    |
|                         | Partido Liberal Italiano                | 27 695    | 2,71 / 100,00   | 0,78 | 1 / 26    | Estável |
|                         | Partido Nacional Monárquico             | 20 253    | 1,98 / 100,00   | 6,84 | 1 / 26    | 1       |
|                         | Partido Socialista Democrático Italiano | 19 406    | 1,90 / 100,00   | 0,77 | 0 / 26    | Estável |
|                         | Outros                                  | 8 656     | 0,85 / 100,00   |      | 0 / 26    |         |
| Votos Inválidos         | Votos Inválidos                         | 47 716    | 4,52 / 100,00   | 3,88 |           |         |
| Total                   | Total                                   | 1 056 057 | 100,00 / 100,00 |      | 26 / 26   | 1       |
| Eleitorado/Participação | Eleitorado/Participação                 | 1 203 791 | 87,73 / 100,00  | 1,50 |           |         |

#### Catania-Messina-Siracusa-Ragusa-Enna
| Partido                 | Partido                                 | Votos     | %               | +/-  | Deputados | +/-     |
| ----------------------- | --------------------------------------- | --------- | --------------- | ---- | --------- | ------- |
|                         | Democracia Cristã                       | 552 118   | 42,86 / 100,00  | 7,43 | 13 / 29   | 3       |
|                         | Partido Comunista Italiano              | 282 695   | 21,94 / 100,00  | 0,70 | 6 / 29    | Estável |
|                         | Partido Socialista Italiano             | 125 353   | 9,73 / 100,00   | 3,10 | 3 / 29    | 1       |
|                         | Partido Liberal Italiano                | 90 873    | 7,05 / 100,00   | 0,86 | 2 / 29    | 1       |
|                         | Movimento Social Italiano               | 79 415    | 6,16 / 100,00   | 5,40 | 2 / 29    | 1       |
|                         | Partido Popular Monárquico              | 55 513    | 4,31 / 100,00   | Novo | 1 / 29    | Novo    |
|                         | Partido Nacional Monárquico             | 54 192    | 4,21 / 100,00   | 8,36 | 1 / 29    | 2       |
|                         | Partido Socialista Democrático Italiano | 35 652    | 2,77 / 100,00   | 0,39 | 1 / 29    | 1       |
|                         | Outros                                  | 12 510    | 0,96 / 100,00   |      | 0 / 29    |         |
| Votos Inválidos         | Votos Inválidos                         | 49 635    | 3,75 / 100,00   | 1,87 |           |         |
| Total                   | Total                                   | 1 325 273 | 100,00 / 100,00 |      | 29 / 29   | 4       |
| Eleitorado/Participação | Eleitorado/Participação                 | 1 461 494 | 90,68 / 100,00  | 1,10 |           |         |

#### Palermo-Trapani-Agrigento-Caltanissetta
| Partido                 | Partido                                        | Votos     | %               | +/-  | Deputados | +/-     |
| ----------------------- | ---------------------------------------------- | --------- | --------------- | ---- | --------- | ------- |
|                         | Democracia Cristã                              | 527 747   | 43,05 / 100,00  | 5,52 | 13 / 29   | 2       |
|                         | Partido Comunista Italiano                     | 268 055   | 21,87 / 100,00  | 0,53 | 6 / 29    | Estável |
|                         | Partido Socialista Italiano                    | 146 410   | 11,94 / 100,00  | 3,62 | 3 / 29    | 1       |
|                         | Movimento Social Italiano                      | 93 615    | 7,64 / 100,00   | 4,28 | 2 / 29    | 1       |
|                         | Partido Liberal Italiano                       | 51 540    | 4,20 / 100,00   | 1,21 | 1 / 29    | 1       |
|                         | Partido Nacional Monárquico                    | 50 566    | 4,13 / 100,00   | 6,38 | 1 / 29    | 2       |
|                         | Partido Socialista Democrático Italiano        | 35 332    | 2,88 / 100,00   | 1,17 | 1 / 29    | 1       |
|                         | Partido Popular Monárquico                     | 29 376    | 2,40 / 100,00   | Novo | 1 / 29    | Novo    |
|                         | Partido Republicano Italiano - Partido Radical | 19 563    | 1,60 / 100,00   | 0,39 | 1 / 29    | 1       |
|                         | Outros                                         | 3 617     | 0,29 / 100,00   |      | 0 / 29    |         |
| Votos Inválidos         | Votos Inválidos                                | 49 624    | 3,93 / 100,00   | 2,27 |           |         |
| Total                   | Total                                          | 1 263 000 | 100,00 / 100,00 |      | 29 / 29   | 4       |
| Eleitorado/Participação | Eleitorado/Participação                        | 1 409 886 | 89,58 / 100,00  | 0,56 |           |         |

#### Cagliari-Sassari-Nuoro
| Partido                 | Partido                                 | Votos   | %               | +/-  | Deputados | +/-     |
| ----------------------- | --------------------------------------- | ------- | --------------- | ---- | --------- | ------- |
|                         | Democracia Cristã                       | 337 492 | 47,07 / 100,00  | 5,34 | 8 / 15    | 1       |
|                         | Partido Comunista Italiano              | 141 839 | 19,78 / 100,00  | 1,45 | 3 / 15    | 1       |
|                         | Partido Socialista Italiano             | 88 492  | 12,34 / 100,00  | 3,29 | 2 / 15    | 1       |
|                         | Movimento Social Italiano               | 33 744  | 4,71 / 100,00   | 3,52 | 1 / 15    | Estável |
|                         | Movimento Comunidade                    | 27 799  | 3,88 / 100,00   | Novo | 0 / 15    | Novo    |
|                         | Partido Popular Monárquico              | 24 880  | 3,47 / 100,00   | Novo | 0 / 15    | Novo    |
|                         | Partido Nacional Monárquico             | 21 662  | 3,02 / 100,00   | 7,07 | 1 / 15    | Estável |
|                         | Partido Liberal Italiano                | 19 551  | 2,73 / 100,00   | 0,04 | 0 / 15    | Estável |
|                         | Partido Socialista Democrático Italiano | 14 616  | 2,04 / 100,00   | 0,25 | 0 / 15    | Estável |
|                         | Outros                                  | 6 991   | 0,97 / 100,00   |      | 0 / 15    |         |
| Votos Inválidos         | Votos Inválidos                         | 24 457  | 3,33 / 100,00   | 1,06 |           |         |
| Total                   | Total                                   | 734 459 | 100,00 / 100,00 |      | 15 / 15   | 1       |
| Eleitorado/Participação | Eleitorado/Participação                 | 798 614 | 91,97 / 100,00  | 0,25 |           |         |

#### Valle d'Aosta
| Partido                 | Partido                   | Votos  | %               | +/-  | Deputados | +/-     |
| ----------------------- | ------------------------- | ------ | --------------- | ---- | --------- | ------- |
|                         | União Valdostana          | 30 596 | 50,94 / 100,00  | Novo | 1 / 1     | Novo    |
|                         | Democracia Cristã         | 27 888 | 46,43 / 100,00  | 6,86 | 0 / 1     | 1       |
|                         | Movimento Social Italiano | 1 578  | 2,63 / 100,00   | 1,76 | 0 / 1     | Estável |
| Votos Inválidos         | Votos Inválidos           | 4 116  | 6,58 / 100,00   | 2,35 |           |         |
| Total                   | Total                     | 62 507 | 100,00 / 100,00 |      | 1 / 1     |         |
| Eleitorado/Participação | Eleitorado/Participação   | 67 617 | 92,44 / 100,00  | 0,72 |           |         |

#### Trieste
| Partido                 | Partido                                        | Votos   | %               | Deputados |
| ----------------------- | ---------------------------------------------- | ------- | --------------- | --------- |
|                         | Democracia Cristã                              | 72 650  | 33,49 / 100,00  | 2 / 4     |
|                         | Partido Comunista Italiano                     | 50 421  | 23,24 / 100,00  | 1 / 4     |
|                         | Movimento Social Italiano                      | 34 079  | 15,71 / 100,00  | 1 / 4     |
|                         | Partido Socialista Democrático Italiano        | 13 959  | 6,43 / 100,00   | 0 / 4     |
|                         | Partido Socialista Italiano                    | 12 838  | 5,92 / 100,00   | 0 / 4     |
|                         | Partido Republicano Italiano - Partido Radical | 7 280   | 3,36 / 100,00   | 0 / 4     |
|                         | Partido Liberal Italiano                       | 7 216   | 3,33 / 100,00   | 0 / 4     |
|                         | União Triestina                                | 6 661   | 3,03 / 100,00   | 0 / 4     |
|                         | Frente pela Independência                      | 6 305   | 3,07 / 100,00   | 0 / 4     |
|                         | Partido Popular Monárquico                     | 2 868   | 1,32 / 100,00   | 0 / 4     |
|                         | Partido Nacional Monárquico                    | 2 647   | 1,22 / 100,00   | 0 / 4     |
| Votos Inválidos         | Votos Inválidos                                | 5 322   | 100,00 / 100,00 |           |
| Total                   | Total                                          | 220 565 | 100,00 / 100,00 | 4 / 4     |
| Eleitorado/Participação | Eleitorado/Participação                        | 229 089 | 96,28 / 100,00  |           |